# الشرف (السياني)

تعديل مصدري - تعديل

الشرف محلة تابعة لقرية السحب، التابعة لعزلة النقيلين بمديرية السياني إحدى مديريات محافظة إب في الجمهورية اليمنية.، بلغ تعداد سكانها 221 حسب تعداد اليمن لعام 2004.